# Goukouni Oueddei
Goukouni Oueddei (Zouar, 1944) é uma figura política do Chade. Ele foi chefe de Estado do Chade 1979 a 1982.

## Biografia
Goukouni nasceu no norte do país e é filho de Oueddei Kichidemi. Ele entrou para a política no final dos anos 1960 como um militante da Frente de Libertação Nacional do Chade (FROLINAT) liderada por Abba Siddick. A FROLINAT se ressentia do domínio político do país por sulistas durante a presidência de François Tombalbaye e defendeu a participação dos povos do centro e norte na política do país. Depois do assassinato de Tombalbaye, em 1975, as tensões entre as duas metades geográficas se transformaram em uma guerra civil que envolveu vários grupos políticos do Chade e mais a Líbia, os Estados Unidos e a França. Goukouni via o regime ditatorial de Tombalbaye como um instrumento de continuação da hegemonia francesa no Chade. O conflito se encerrou formalmente em 1979 mas, de fato, a guerra civil ainda teria um longo desdobramento nas décadas seguintes.

## Presidente
Goukouni foi eleito chefe de Estado interino do Chade em 23 de março de 1979. Ele foi aclamado presidente do Governo de Transição da Unidade Nacional (GUNT), que buscava a reconciliação entre as facções em guerra, em 10 de Novembro de 1979. Goukouni, um neutro na Guerra Fria que apoiou a Líbia, foi Chefe de Estado; Wadel Abdelkader Kamougué (um moderado sulista) foi Vice-Presidente; Hissène Habré (um pró-Ocidente nortista) era ministro da Defesa e Acil Ahmat (um árabe fortemente pró-líbio) foi Ministro das Relações Exteriores.
Rivalidades pessoais (especialmente entre os antigos aliados Goukouni e Habré) limitou a eficácia do governo e contribuiu para a percepção de Goukouni como um fantoche indeciso do líder líbio Muammar Gaddafi. Havia até mesmo uma proposta da Líbia para anexar o Chade, que atraiu a oposição de todos os campos ideológicos. Em uma última tentativa de salvar seu governo assediado, Goukouni nomeou Djidingar Dono Ngardoum como primeiro-ministro em 19 de Maio de 1982. O GUNT foi, no entanto, derrubado por pessoas leais a Habré em 7 de Junho de 1982. Goukouni fugiu de N'Djamena através do rio Chade em Camarões; Em seguida, ele foi para o exílio em Tripoli, Líbia. Acil morreu em um acidente não relacionado, e Kamougué perdeu muito de sua base enquanto Habré consolidou seu poder em uma ditadura militar centralizada.

## Líbia
Em 1983, Goukouni retornou ao Chade com a assistência da Líbia  para combater o regime de Habré através de uma guerrilha. Ele era o mais reconhecido oposicionista do Chade, cujos pontos de vista carregavam peso significativo, embora Habré tenha concedido apenas concessões limitadas, numa tentativa de conciliar com Goukouni. O ex-presidente teria exigido uma nova constituição e liberalização da atividade dos partidos políticos, o que Habré não aceitou.
Em outubro de 1986, a polícia Líbia prendeu Oueddei, e no processo, atirou nele no estômago. Ele, então, rompeu com os líbios e foi para o exílio em Argel, em Fevereiro de 1987. No entanto, alguns questionaram se ele realmente tinha rompido diplomaticamente com os líbios, e em julho de 1987 Oueddei disse que estava em boas relações com eles.
Goukouni reuniu -se com o presidente do Chade, Idriss Déby, em 17 de abril de 2007, em Libreville, Gabão, para discutir maneiras de acabar com uma guerra civil. Dizendo que o Chade estava sofrendo um grave perigo, Goukouni teve a esperança de que ele poderia usar sua "autoridade moral" para salvar o Chade. Ele disse que, por sua vez, ele queria ser autorizado a regressar para Chade do exílio no futuro, e ele disse que Déby tinha concordado com isso. Em 19 de abril, os líderes dos dois grupos rebeldes rejeitaram a proposta de Goukouni.
Goukouni retornou ao Chade em 30 de julho de 2007, juntamente com cerca de vinte outros opositores exilados do regime, para uma discussão com Déby sobre a rebelião e como resolver a situação. Goukouni e os outros saíram do Chade e voltaram para Libreville mais tarde no mesmo dia. Em meio à agitação de 2015 no Burundi, os líderes africanos centrais, incluindo Déby, designaram Goukouni como enviado especial à região dos Grandes Lagos em 25 de Maio de 2015, a fim de ajudar a resolver a situação no Burundi.